# Haworth (entreprise)
Pour les articles homonymes, voir Haworth.
Haworth est une entreprise américaine spécialisée dans le mobilier de bureau et aménagement d’espaces de travail.

## Histoire
L'entreprise est créée en 1948 sous le nom de Modern Products par Gerrard Wendell (G.W.) Haworth. Son siège social se situe à Holland dans l’État américain du Michigan. C'est le numéro deux mondial du mobilier de bureau après Steelcase.

## Haworth France
La filiale est le deuxième fabricant français derrière Steelcase France (Schiltigheim)
Son siège social est à Montaigu-Vendée (commune nouvelle ex Saint-Hilaire de Loulay)
Elle a été créée en novembre 1957. (RCS 545 750 580).
|                                        | 2016   | 2017   | 2018   |
| -------------------------------------- | ------ | ------ | ------ |
| Chiffre d'affaires en milliers d'euros | 61 402 | 60 370 | 66 301 |
| Résultat net en milliers d'euros       | 250    | 864    | 127    |
| Effectif moyen annuel                  | 222    | 216    | 214    |